# Dirk Lippits
Dirk Reinier Lippits (* 3. Mai 1977 in Geldrop) ist ein ehemaliger niederländischer Ruderer, 2000 gewann er im Doppelvierer die olympische Silbermedaille.

## Karriere
Der 1,94 m große Dirk Lippits erreichte 1996 mit dem Doppelvierer den vierten Platz bei den (inoffiziellen) U23-Weltmeisterschaften, 1997 belegte er den zehnten Platz im Doppelzweier. 1999 erreichte er mit dem Doppelvierer den vierten Platz bei den Weltmeisterschaften. Bei der Olympiaregatta 2000 in Sydney gewannen Jochem Verberne, Dirk Lippits, Diederik Simon und Michiel Bartman Silber hinter dem italienischen Doppelvierer und vor dem deutschen Boot.
Bei den Weltmeisterschaften 2001 in Luzern siegte der deutsche Doppelvierer, Geert Cirkel, Lippits, Simon und Bartman erhielten Silber vor den Italienern. 2002 wechselte Lippits in den Einer und belegte den fünften Platz bei den Weltmeisterschaften in Sevilla. Nach einem neunten Platz bei den Weltmeisterschaften 2003 ruderte Lippits bei den auf den Olympischen Spielen 2004 auf den 16. Platz. Lippits war noch bis 2007 aktiv, erreichte aber im Ruder-Weltcup nicht mehr das A-Finale und nahm nicht mehr an Weltmeisterschaften teil.